# شعب السواد (السياني)

تعديل مصدري - تعديل

شعب السواد محلة تابعة لقرية المجعارة، التابعة لعزلة هدفان بمديرية السياني إحدى مديريات محافظة إب في الجمهورية اليمنية، بلغ تعداد سكانها 69 حسب تعداد اليمن لعام 2004.